# Peter Eickenboom
Peter Eickenboom (* 13. Dezember 1942 in Bonn) ist ein deutscher Verwaltungsjurist und politischer Beamter. Er war von 1998 bis 2002 Direktor beim Deutschen Bundestag und anschließend bis 2007 beamteter Staatssekretär des Bundesministeriums der Verteidigung.

## Leben
Nach dem Abitur 1962 studierte er von 1962 bis 1974 Rechtswissenschaften, Politische Wissenschaften und Geschichte. 1967 legte er sein erstes und 1971 sein zweites juristisches Staatsexamen ab. Mit einer Arbeit über den preußischen Ersten Vereinigten Landtag von 1847 wurde er bei Karl Dietrich Bracher an der Universität Bonn 1976 zum Dr. phil. promoviert.
Eickenboom ist Mitglied der SPD. Gleichzeitig engagierte er sich in der katholischen Kirche. Über Jahre war er Vorsitzender des Kirchenvorstandes der Stiftspfarre St. Johann Baptist und Petrus in Bonn.
Er war von 1971 bis 1976 Wissenschaftlicher Mitarbeiter in der Verwaltung des Deutschen Bundestages und von 1976 bis 1981 an persönlicher Referent der Bundestagspräsidentin und Bundestagsvizepräsidentin Annemarie Renger. Ab 1981 durchlief Peter Eickenboom verschiedene Leitungsfunktionen in der Bundestagsverwaltung und war u. a. von 1983 bis 1989 Leiter des Sekretariats des Haushaltsausschusses.
Bundestagspräsident Wolfgang Thierse (SPD) ernannte Eickenboom 1998  zum Direktor beim Deutschen Bundestag, dem höchstrangigen Beamten der Bundestagsverwaltung. Verteidigungsminister Peter Struck (SPD) berief ihn am 4. November 2002 zum  Staatssekretär des Bundesministeriums der Verteidigung. Mit Ablauf des Jahres 2007 trat Eickenboom in den Ruhestand.
Peter Eickenboom ist verwitwet und hat ein Kind.